# Onomusjärvi
Onomusjärvi är en sjö i Finland. Den ligger i kommunen Enare i landskapet Lappland, i den norra delen av landet, 1 000 km norr om huvudstaden Helsingfors. Onomusjärvi ligger 141,5 meter över havet. Arean är 44,2 hektar och strandlinjen är 5,8 kilometer lång. Sjön  ingår i Pasvik älvs huvudavrinningsområde. 